# Коупленд, Стюарт
Стю́арт А́рмстронг Ко́упленд (Stewart Armstrong Copeland; 16 июля 1952 года, Алегзандрия, Виргиния, США) — американский музыкант, наиболее известен как основатель и барабанщик группы The Police. С середины 1980-х по 2007 год, когда группа не собиралась, играл в других музыкальных коллективах, записывал саундтреки.

## Биография
Стюарт Коупленд родился 16 июля 1952 года в США в городе Алегзандрия штата Виргиния. Он был младшим из четырёх детей офицера ЦРУ и музыканта Майлза Коупленда-мл. и археолога из Шотландии Лоррейн Эйди. Стюарт провёл свои ранние годы на Ближнем Востоке — через несколько месяцев после его рождения семья уехала в Каир. В 1957 году они переехали в Бейрут, где Стюарт посещал частную американскую школу (англ. American Community School at Beirut).

### Личная жизнь
В 1982 году женился на вокалистке группы Curved Air Соне Кристине Линвуд. Они развелись в начале 1990-х. Затем Коупленд жил в Лос-Анджелесе со своей второй женой Фионой Дент.
У Коупленда семеро детей: четыре сына (Свен, Патрик, Джордан и Скотт) и три дочери (Ева, Грейс и Селеста). Затем родилась внучка — Кайа.
Старший брат Стюарта, Майлз Коупленд III, основатель компании «I.R.S. Records», был менеджером Police и представлял интересы Стюарта в других музыкальных проектах.
Другой брат Коупленда, который был неизлечимо болен, Ян Коупленд, занимался рекрутингом компании Police и многих других.
Его отец, Майлз Коупленд, однажды работал на Управление стратегических служб, согласно документам, обнародованным ЦРУ в 2008 году.

### The Police
В 1977 году, вместе с вокалистом-басистом Гордоном Самнером (известным как Стинг) и Генри Падовани (который вскоре был заменён Энди Саммерсом), Коупленд основывает группу The Police. Группа становится одной из самых популярных в 1980-е годы. Трое музыкантов играли рок, на котором отражалось влияние джаза, регги и панк-рока.

### Кларк Кент
Стюарт Коупленд также записывал треки под псевдонимом Кларк Кент (англ. Klark Kent). Он выпустил несколько песен в Великобритании в 1978 году. В том же году cингл «Don’t Care» вошёл в топ чартов Великобритании. В 1980 году вышел 10-й зелёный виниловый альбом. В 2006 году Коупленд объявил на радио, что фирма A&M Records заключила контракт с Police, чтобы заполучить Кларка Кента.

### Дальнейшая карьера
Написал саундтреки к играм «Spyro the Dragon», «Spyro 2: Ripto’s Rage!», «Spyro: Year of the Dragon», «Spyro: Enter the Dragonfly», «Spyro Reignited Trilogy».

## Стиль игры

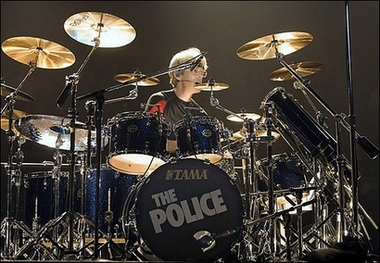
Концерт в Марселе, 2008 год

Стюарт Коупленд известен своей превосходной, энергичной и креативной игрой на барабанах, на которую повлияли регги и джаз. Коупленд — мастер синкопы. Этот неповторимый стиль сделал его в мире шоу-бизнеса знаменитым музыкантом, творчество которого имеет много последователей. Его треки в альбоме Airborne группы Curved Air были скорее «тяжёлой артиллерией», чем игрой на барабанах.
При игре он использовал подвесные тарелки сплэш (англ. Splash cymbal), что является оригинальным подходом. Даже барабанные палочки Коупленд держал по-особому, обычно он управлял левой палочкой с помощью большого и указательного пальцев, когда в традиционном подходе музыкант управляет палочками большим, указательным и безымянным пальцами.
Согласно читательскому опросу, проведённому журналом Rolling Stone в 2010 году, Коупленд был признан пятым в списке величайших барабанщиков всех времён. В списке же редакции этого журнала, выпущенном в 2016 году, он занял десятое место.